# Semi-conducteur III-V
 (février 2014).
Si vous disposez d'ouvrages ou d'articles de référence ou si vous connaissez des sites web de qualité traitant du thème abordé ici, merci de compléter l'article en donnant les références utiles à sa vérifiabilité et en les liant à la section « Notes et références ».
Les semi-conducteurs III-V sont des matériaux composés d’un ou plusieurs éléments de la colonne III (bore, aluminium, gallium, indium, etc.) et de la colonne V (azote, phosphore, arsenic, antimoine, etc.) du tableau périodique de Mendeleïev, tels que l’arséniure de gallium, arséniure d'indium, nitrure de gallium, antimoniure de gallium, phosphure de bore ou des alliages ternaires tels que InxGa1-xAs (pour une liste plus complète, voir Liste de matériaux semi-conducteurs).
Ils présentent généralement une haute mobilité électronique et une bande interdite directe, et sont utilisés dans des applications opto-électroniques (diodes laser, LED, cellules photovoltaïques, etc.) ainsi qu'électroniques (transistors…). Après le Silicium, ce sont les deuxièmes matériaux semi-conducteurs les plus utilisés dans l'industrie.

## Propriétés
Parmi tous les composés (binaires ou ternaires) possibles, tous n'ont pas le même intérêt potentiel. L'étude de leurs propriétés, et en particulier de la structure de bandes, montre notamment que les éléments les plus légers donnent des composés à large bande interdite, dont les propriétés se rapprochent de celles des isolants. Les composés incluant du bore, de l'aluminium, ou de l'azote, et le phosphure de gallium entrent dans cette catégorie, ils ont en général peu d'intérêt pour l'électronique rapide qui demande des semi-conducteurs à forte mobilité de porteurs, ou pour l'opto-électronique où une structure de bande directe est nécessaire pour que les transitions optiques soient efficaces. À l'autre extrémité, les éléments lourds, comme le thallium ou le bismuth, donnent des composés à caractère métallique. Pour des applications électroniques et opto-électroniques, on considérera donc essentiellement les composés à base de gallium (GaAs, GaSb), ou d'indium (InP, InAs, InSb), dont les propriétés sont les plus intéressantes.
La formation d'alliages ternaires comme AlxGa1-xAs ou InxGa1-xAs permet d'ajuster certaines propriétés comme la largeur de la bande interdite (pour les applications en opto-électronique), la mobilité des porteurs (pour les applications électroniques) ou encore la constante de réseau, importante pour la croissance épitaxiale sur des substrats silicium par exemple.

## Structure cristalline
Les composés III-V massifs cristallisent généralement dans une structure zinc-blende. Ce réseau est constitué de deux sous-réseaux cubiques à faces centrées (cfc) interpénétrés, l’un étant formé par les éléments III et l’autre par les éléments V. À l'échelle nanoscopique, la structure wurtzite devient également stable pour certains matériaux III-V (GaAs, InAs) et offre une autre possibilité d'ajuster leurs propriétés opto-électroniques, lorsque cette transition est bien contrôlée. Plusieurs études ont montré le contrôle de cette transition pour des nanofils ou des boîtes quantiques.

### Structure de bandes
Les semiconducteurs III-V ont des liaisons essentiellement covalentes avec la mise en commun d’électrons entre l’atome « élément III » et l’atome « élément V » dans des orbitales hybridées de type sp3. La périodicité dans le cristal conduit à une distribution des états énergétiques sous la forme de bandes définies par la relation de dispersion. Contrairement au silicium qui est un matériau à bande interdite indirecte, de nombreux composés III-V présentent une structure à bande interdite directe (GaAs, InAs, etc.), pour lesquels le minimum de la bande de conduction et le maximum de la bande de valence se situent au centre de la zone de Brillouin (en k = 0). Dans ces matériaux, les transitions entre les bandes de valence et de conduction seront alors le plus souvent radiatives. Cette caractéristique leur confère des propriétés optiques remarquables :
- l’émission de photons par recombinaison « bande à bande » des porteurs en excès permet leur utilisation pour la fabrication de diodes lasers ou électroluminescentes ;

- le bon rendement de conversion de photons en électrons peut être utilisé dans la photodétection (10 % dans le cas du GaAs utilisé en photovoltaïque)[4].